# Vendsyssel Kunstmuseum
Vendsyssel Kunstmuseum, tidigare Hjørring Kunstmuseum, är ett "statsanerkend" danskt konstmuseum i Hjørring i Nordjylland. Det grundades 1964 och har en betydande samling av modern nordjylländsk konst. 
Museet ligger sedan 2000 i den nedlagda Bechs Klædefabrik på P. Nørkjærs Plads.